# Sérgio Sette Câmara
Sérgio Sette Câmara, né le 23 mai 1998 à Belo Horizonte, est un pilote automobile brésilien. De 2017 à 2019, il dispute 66 courses en Formule 2. Il a également été pilote de réserve et de développement pour McLaren F1 Team en 2019 puis Red Bull Racing en 2020. Il débute en Formule E en devenant titulaire chez DS Penskeau ePrix de Berlin 2020. Il intègre l'écurie ERT Formula E Team pour les saisons 9 et 10.

## Biographie

### Formule 3

#### 2014
À l'âge de 16 ans, Sette Câmara a été légalement en mesure de prendre part au championnat national F3 (classe A) au Brésil et a fait ses débuts au quatrième tour à Interlagos. Bien qu'il n'ait pas pu égaler son coéquipier Pedro Piquet, il a terminé l'année avec une bonne septième place.
Il a également fait son F3 européen lors de la deuxième manche à Imola, au volant d'EuroInternational. En tant que pilote invité et non éligible pour les points de championnat, Sette Câmara a terminé respectivement 14e, 20e et 21e lors des trois courses du week-end.

#### 2015
Après une apparition unique l'année dernière, Sette Câmara a fait ses débuts à temps plein pour la saison 2015, en conduisant pour Motopark. Après un début de saison plutôt décevant, sa chance s'est améliorée à Spa où il a réalisé son premier podium en Europe où il a terminé 3ème. Après cette course, Sette Câmara a continué à marquer plus régulièrement que non, tout en réalisant une troisième place au Red Bull Ring et a continué à terminer 14e du championnat avec 57,5 points à côté de son nom.

#### 2016
Revenant avec Motopark pour une deuxième saison, maintenant membre du Red Bull Junior Team, la saison 2016 de Sette Câmara a débuté avec un week-end difficile au Circuit Paul Ricard lorsqu'il a été emmené par son coéquipier au premier virage de la première course. À partir du Hungaroring, Sette Câmara a commencé à prouver qu'il était un véritable concurrent sur la piste en réalisant des manœuvres de dépassement de haute qualité et en terminant systématiquement dans les «points payants», y compris les podiums à Pau et Red Bull Ring. Malheureusement, la deuxième moitié de la saison de Sette Câmara a été moins chanceuse pour lui: il a eu beaucoup de positions sur la grille, notamment une pole position, lui a été retiré à la suite de pénalités de grille et a souffert d'autres pénalités. 2ème place à Hockenheim. Il a terminé 11e du championnat à la fin des saisons, mais cela ne justifiait pas le rythme qu'il a connu toute l'année.

### Formule 2

#### 2017
De retour pour sa troisième tentative, Sette Câmara a eu beaucoup plus de défis dans son assiette en raison d'être sorti d'une voiture de Formule 3 toute l'année car il a été la course de machines de Formule 2. Mais il a beaucoup à prouver car il est toujours le détenteur du record de tour de course actuel qu'il a établi en 2015 et en 2016, il a mené la première moitié de la course principale afin qu'il sache comment conduire rapidement Macau. Le début de la fin de semaine a été marqué par de grosses baisses et des chutes encore plus importantes puisqu'il a été le plus rapide en FP1, mais en qualifications, son meilleur tour était en ruine en touchant le mur et il a dû se contenter de la 9e place. Cela ne l'a pas empêché de progresser dans la course de qualification puisqu'il a pris un départ rapide en se classant cinquième à la fin du premier tour avant d'atteindre la troisième place et de faire pression sur Joel Eriksson pour la deuxième place. Eriksson résiste cependant à Sette Câmara qui terùe 3e.
Lors de la course principale, Sette Câmara prend la tête après que Joel Eriksson et Callum Ilott aient connu des problèmes. Alors qu'il l'a tient dans le dernier tour, il doit faire face à Maximilian Günther et Ferdinand Habsburg. Le Brésilien se fait dépasser à l'extérieur dans le dernier virage par Habsbourg. Les deux pilotes se retrouvent cependant dans le mur, Hasburg ayant porté trop de vitesse dans le virage. L'Autrichien parvient cependant à repartir après l'accident. S'il ne parvient pas à repartir, Sette Câmara est cependant classé 13e.

## Résultats en sport automobile
| Saison | Championnat                        | Équipe                              | Courses                 | Victoires               | Pole positions          | Meilleurs tours         | Podiums                 | Points                  | Classement              |
| ------ | ---------------------------------- | ----------------------------------- | ----------------------- | ----------------------- | ----------------------- | ----------------------- | ----------------------- | ----------------------- | ----------------------- |
| 2014   | Championnat du Brésil de Formule 3 | Cesário F3                          | 10                      | 0                       | 1                       | 2                       | 3                       | 45                      | 7e                      |
| 2014   | Championnat d'Europe de Formule 3  | EuroInternational                   | 3                       | 0                       | 0                       | 0                       | 0                       | 0                       | Nc†                     |
| 2015   | Championnat d'Europe de Formule 3  | Motopark                            | 33                      | 0                       | 0                       | 0                       | 2                       | 57.5                    | 14e                     |
| 2015   | Masters de Formule 3               | Motopark                            | 1                       | 0                       | 0                       | 0                       | 1                       | N/A                     | 3e                      |
| 2015   | Grand Prix de Macao                | Motopark                            | 1                       | 0                       | 0                       | 1                       | 0                       | N/A                     | 22e                     |
| 2015   | Toyota Racing Series               | Giles Motorsport                    | 7                       | 0                       | 0                       | 0                       | 0                       | 199                     | 20e                     |
| 2016   | Championnat d'Europe de Formule 3  | Motopark                            | 30                      | 0                       | 0                       | 1                       | 2                       | 117                     | 11e                     |
| 2016   | Masters de Formule 3               | Motopark                            | 1                       | 0                       | 0                       | 0                       | 1                       | N/A                     | 3e                      |
| 2016   | Grand Prix de Macao                | Carlin                              | 1                       | 0                       | 0                       | 0                       | 1                       | N/A                     | 3e                      |
| 2016   | Formule 1                          | Scuderia Toro Rosso                 | Pilote de développement | Pilote de développement | Pilote de développement | Pilote de développement | Pilote de développement | Pilote de développement | Pilote de développement |
| 2017   | Formule 2                          | MP Motorsport                       | 22                      | 1                       | 0                       | 0                       | 2                       | 47                      | 12e                     |
| 2017   | Grand Prix de Macao                | Motopark                            | 1                       | 0                       | 0                       | 0                       | 0                       | N/A                     | 13e                     |
| 2018   | Formule 2                          | Carlin                              | 22                      | 0                       | 1                       | 1                       | 8                       | 164                     | 6e                      |
| 2019   | Formule 2                          | DAMS                                | 22                      | 2                       | 2                       | 3                       | 8                       | 204                     | 4e                      |
| 2019   | Formule 1                          | McLaren F1 Team                     | Pilote de réserve       | Pilote de réserve       | Pilote de réserve       | Pilote de réserve       | Pilote de réserve       | Pilote de réserve       | Pilote de réserve       |
| 2020   | Super Formula                      | Buzz Racing with B-MAX              | 1                       | 0                       | 1                       | 0                       | 0                       | 3                       | 17e                     |
| 2020   | Formule 1                          | Red Bull Racing Scuderia AlphaTauri | Pilote de réserve       | Pilote de réserve       | Pilote de réserve       | Pilote de réserve       | Pilote de réserve       | Pilote de réserve       | Pilote de réserve       |

† Vu que Sette Câmara était un pilote invité, il était inéligible pour marquer des points.

### Résultats en Championnat du monde de Formule E
| Saison    | Écurie                  | Châssis       | Moteur      | Pneus    | Courses disputées | Victoires | Podiums | Pole positions | Meilleurs tours | Dans les points | Abandons | Points inscrits | Classement |
| --------- | ----------------------- | ------------- | ----------- | -------- | ----------------- | --------- | ------- | -------------- | --------------- | --------------- | -------- | --------------- | ---------- |
| 2019-2020 | GEOX Dragon             | Spark SRT 05E | Penske EV-4 | Michelin | 6                 | 0         | 0       | 0              | 0               | 0               | 0        | 0               | 27e        |
| 2020-2021 | Dragon Penske Autosport | Spark SRT 05E | Penske EV-4 | Michelin | 15                | 0         | 0       | 0              | 0               | 2               | 0        | 16              | 22e        |
| 2021-2022 | Dragon Penske Autosport | Spark SRT 05E | Penske EV-5 | Michelin | 16                | 0         | 0       | 0              | 0               | 1               | 0        | 2               | 20e        |